# Лукич, Стоян
Стоян Лукич (швед. Stojan Lukic; род. 28 декабря 1979, Стокгольм) — шведский футболист, вратарь «Варберга».

## Клубная карьера
Начинал заниматься футболом в Стокгольме в школе клуба «Вестерханинге». В 15-летнем возрасте переехал в Хальмстад, где присоединился к юношеской команде «Лейкина». В этом клубе начал взрослую карьеру. Затем выступал за «Хальмию», «Хёгаборг», «Ландскруну» и «Ассириску». В 2008 году перешёл в «Фалькенберг». В его составе дебютировал в Суперэттане 13 апреля 2008 года против «Броммапойкарны», оставив свои ворота в неприкосновенности. За пять сезонов, проведённых в клубе, Лукич стал основным вратарём, проведя в общей сложности 149 матчей и пропустив в них 199 голов.
Перед сезоном 2013 года перешёл в «Хальмстад». 3 марта 2013 года провёл первую игру за новый клуб, появившись в стартовом составе в матче группового этапа кубка Швеции с АИК. 1 апреля в матче первого тура против «Мальмё» дебютировал в чемпионате Швеции.
В ноябре 2016 года подписал двухлетний контракт с «Эргрюте», выступавшем в Суперэттане. Соглашение предусматривало продление контракта еще на один год. Дебютировал за клуб в кубке страны в матче против «Норрчёпинга». В июле 2018 года продлил контракт с командой ещё на один сезон. По окончании контракта покинул команду.
В феврале 2020 года подписал однолетний контракт с «Варбергом», вышедшим по итогам предыдущего сезона в Алльсвенскан. Первую игру за клуб провёл 8 марта 2020 года против «Броммапойкарны». 15 июня в матче первого тура с «Хельсингборгом» сыграл в первом матче клуба в чемпионате страны. По окончании сезона объявил о завершении карьеры. В январе 2021 года подписал новый контракт с «Варбергом» на один сезон. В декабре 2021 года снова объявил о завершении карьеры. В сентябре 2022 года после травмы Филипа Мортенссона принял предложение «Варберга» возобновить карьеру, подписав соглашение до конца сезона в качестве резервного вратаря.

## Тренерская карьера
После завершения контракта с «Хальмстад» руководство клуба предлагало Лукичу остаться в команде в качестве вратаря и играющего тренера, но футболист отказался от предложения. В 2019 году во время выступления за «Эргрюте» подписал с клубом контракт на два года, по которому он выполнял обязанности помощника главного тренера, но провёл на этой должности один год, по завершении которого покинул команду.

## Личная жизнь
После завершения карьеры работал брокером.

## Клубная статистика
| Выступление      | Выступление      | Выступление      | Лига | Лига | Кубки | Кубки | Конт. кубки | Конт. кубки | Разное | Разное | Итого | Итого |
| Клуб             | Лига             | Сезон            | Игры | Голы | Игры  | Голы  | Игры        | Голы        | Игры   | Голы   | Игры  | Голы  |
| ---------------- | ---------------- | ---------------- | ---- | ---- | ----- | ----- | ----------- | ----------- | ------ | ------ | ----- | ----- |
| Фалькенберг      | Суперэттан       | 2008             | 27   | -34  | 0     | 0     | 0           | 0           | 0      | 0      | 27    | -34   |
| Фалькенберг      | Суперэттан       | 2009             | 29   | -39  | 0     | 0     | 0           | 0           | 0      | 0      | 29    | -39   |
| Фалькенберг      | Суперэттан       | 2010             | 30   | -34  | 1     | -1    | 0           | 0           | 0      | 0      | 31    | -35   |
| Фалькенберг      | Суперэттан       | 2011             | 30   | -43  | 0     | 0     | 0           | 0           | 0      | 0      | 30    | -43   |
| Фалькенберг      | Суперэттан       | 2012             | 30   | -47  | 0     | 0     | 0           | 0           | 2      | -1     | 32    | -48   |
| Фалькенберг      | Итого            | Итого            | 146  | -197 | 1     | -1    | 0           | 0           | 2      | -1     | 149   | -199  |
| Хальмстад        | Алльсвенскан     | 2013             | 30   | -46  | 3     | -3    | 0           | 0           | 2      | -2     | 35    | -51   |
| Хальмстад        | Алльсвенскан     | 2014             | 30   | -50  | 3     | -6    | 0           | 0           | 0      | 0      | 33    | -56   |
| Хальмстад        | Алльсвенскан     | 2015             | 29   | -43  | 2     | -3    | 0           | 0           | 0      | 0      | 31    | -46   |
| Хальмстад        | Суперэттан       | 2016             | 30   | -28  | 2     | -1    | 0           | 0           | 2      | -2     | 34    | -31   |
| Хальмстад        | Итого            | Итого            | 119  | -167 | 10    | -13   | 0           | 0           | 4      | -4     | 133   | -184  |
| Эргрюте          | Суперэттан       | 2017             | 30   | -45  | 3     | -8    | 0           | 0           | 2      | -3     | 35    | -56   |
| Эргрюте          | Суперэттан       | 2018             | 30   | -37  | 1     | -1    | 0           | 0           | 0      | 0      | 31    | -38   |
| Эргрюте          | Суперэттан       | 2019             | 1    | -1   | 0     | 0     | 0           | 0           | 0      | 0      | 1     | -1    |
| Эргрюте          | Итого            | Итого            | 61   | -83  | 4     | -9    | 0           | 0           | 2      | -3     | 67    | -95   |
| Варберг          | Алльсвенскан     | 2020             | 19   | -22  | 1     | -1    | 0           | 0           | 0      | 0      | 20    | -23   |
| Варберг          | Алльсвенскан     | 2021             | 20   | -16  | 0     | 0     | 0           | 0           | 0      | 0      | 20    | -16   |
| Варберг          | Алльсвенскан     | 2022             | 1    | -1   | 0     | 0     | 0           | 0           | 0      | 0      | 1     | -1    |
| Варберг          | Итого            | Итого            | 40   | -39  | 1     | -1    | 0           | 0           | 0      | 0      | 41    | -40   |
| Всего за карьеру | Всего за карьеру | Всего за карьеру | 366  | -486 | 16    | -24   | 0           | 0           | 8      | -8     | 390   | -518  |